# Batalla de Abukir (1799)
La batalla de Abukir fue el último triunfo militar de Napoleón Bonaparte en Egipto antes de su retorno a Francia; frustrando el intento anglo-otomano de reconquistar Egipto.

## Trasfondo
Aunque nominalmente formaba parte del Imperio otomano, Egipto había sido gobernado como una provincia semiautónoma durante siglos, y su posible ocupación por parte de Francia había estado en discusión desde 1774. A principios de 1798, Napoleón Bonaparte propuso su anexión como parte de un plan más amplio para debilitar los intereses británicos en Oriente Medio. Esperaba utilizar Egipto como primer paso para tomar Constantinopla y luego invadir la India y ayudar a los levantamientos locales contra los británicos. Esto fue debidamente aprobado y, en julio de 1798, una fuerza expedicionaria francesa de más de 40.000 desembarcó en Alejandría.

## Batalla

### Victoria inicial otomana
Un ejército turco de unos dieciocho mil hombres al mando de Mustafá Bajá, desembarcó en Abukir (Egipto), en marzo de 1799. Cuando Napoleón, que estaba sitiando Acre, fue informado de ello, levantó el cerco retirándose de Siria. Mientras estaba de camino al sur, los otomanos derrotaron a las pequeñas guarniciones francesas del litoral egipcio.
El 14 de junio, el contingente francés de Napoleón alcanzó El Cairo con tan sólo unos siete mil soldados; el general reunió unidades de otras guarniciones y marchó hacia el norte. Encontró diez días después a los otomanos congregados en Abukir, junto a su flota, desplegados en tres líneas de batalla y dos fortines.
Los franceses atacaron. Los inexpertos y atrasados turcos se defendieron valerosamente contra los más de diez mil soldados veteranos de las guerras revolucionarias. A mediodía, una carga de caballería del general Joachim Murat puso en fuga a los otomanos, tomó uno de los fortines y capturó a Mustafá; con él se rindieron seis mil hombres.

### Resultado de la batalla
Los franceses sólo sufrieron 220 muertos y 600 heridos, mientras que las pérdidas turcas fueron enormes: 2.000 muertos en el campo de batalla, 11.000 hombres ahogados, 5.000 prisioneros de guerra y 2.000 desaparecidos y cuyo paradero no se sabe. Napoleón afirmaría que "de los enemigos que desembarcaron, ninguno escapó". Esto no era cierto, Sidney Smith envió algunos barcos para rescatar a algunos de los turcos que se hundieron en las aguas. Entre los otomanos rescatados del agua se encontraba el oficial de treinta años de ascendencia albanesa Mehmet Ali, quien seis años más tarde gobernaría y transformaría Egipto.